# 徐庄 (官员)
徐庄（1954年11月—），男，江苏南京人，中国共产党党员，南开大学毕业。

## 生平
历任中共海南省委宣传部主任科员、副处长、处长，省新闻出版局副局长，海南日报社副总编辑，省政府副秘书长，省文化广电出版体育厅厅长兼省版权局局长等职。2008年2月任海南省人民政府秘书长。